# Xtreme
Pour l’article ayant un titre homophone, voir Extreme.
 (octobre 2012).
Xtreme  est un duo de bachata formé en 2003 par Danny Mejia (« Danny D », né le 23 juillet 1985 dans le Bronx) et Steve Styles (né Steven Tejeda, le 25 novembre 1985). Influencés par le groupe Aventura, leur bachata prend des accents pop et R'n'B.

## Présentation
Xtreme sort son premier album du même nom, Xtreme (qui inclut le hit Te extraño), en 2004, album réédité en 2006 par Univision Music Group, classé dans le Top 20 dans les charts du Billboard, catégorie albums de musique latine[réf. souhaitée].
Fin 2006, le duo sort un nouvel album, Haciendo Historia, dont est extrait le single Shorty Shorty, classé no 1 dans les charts du Billboard (catégorie musique tropicale) et no 1 dans la catégorie musique latine. Le groupe est nommé aux Billboard Latin Awards 2007.
À la séparation du groupe, en 2012, Steven rejoint Max et Lenny Santos, ex-membres d'Aventura qui avaient formé le duo D'Element, pour former le groupe Vena.

## Discographie

### En solo
- 2016 - Danny-D : Reborn (Kros-Over Records)